# Brandon Backe
Brandon Allen Backe (né le 5 avril 1978 à Galveston, Texas, États-Unis) est un lanceur droitier de baseball qui joue en Ligue majeure avec les Devil Rays de Tampa Bay en 2002 et 2003 et avec les Astros de Houston de 2004 à 2009.

## Carrière

### Débuts
Brandon Backe est repêché par les Brewers de Milwaukee, qui en font une sélection de 36e tour en 1996, mais il quitte plutôt son école secondaire pour rejoindre le collège de Galveston, au Texas. Backe est mis sous contrat par les Devil Rays de Tampa Bay, qui le choisissent au 18e tour du repêchage amateur de 1998.
Il est à l'origine un joueur de deuxième but et joue au champ extérieur dans les ligues mineures avant de devenir lanceur en 2001.
Il fait ses débuts dans le baseball majeur avec les Devil Rays le 19 juillet 2002. Il y joue sa première saison entière l'année suivante.

### Astros de Houston
Le 14 décembre 2003, Backe est échangé aux Astros de Houston contre le joueur de champ intérieur Geoff Blum. Un lanceur de relève depuis son entrée dans les majeures, Backe obtient une première chance comme lanceur partant en fin de saison 2004. En toute fin d'année, le 3 octobre, on lui demande à la dernière minute de remplacer la vedette Roger Clemens, malade, comme lanceur partant d'un match contre les Rockies du Colorado. Les Astros remportent ce match pour décrocher leur première qualification en trois ans en séries éliminatoires. Gagnant d'un match de la Série de divisions face aux Braves d'Atlanta, Backe s'illustre dans le 5e affrontement de la Série de championnat contre les Cardinals de Saint-Louis, alors qu'il amène un match sans coup sûr jusqu'en 6e manche, avant d'accorder finalement un premier coup sûr à Tony Womack. Les Astros remportent ce match, mais perdent la série.
En 2005, les Astros remportent leur premier titre de la Ligue nationale et atteignent pour la première fois la Série mondiale. Lanceur partant en saison régulière, Backe débute 25 de ses 26 rencontres, remporte un sommet personnel de 10 matchs et présente une moyenne de points mérités peu remarquable de 4,76. En revanche, il fait plutôt bien en éliminatoires avec une solide performance dans le 4e match d'une Série de championnat cette fois remportée par Houston sur Saint-Louis. Il est le partant des Astros le 26 octobre à Houston pour le 4e et dernier match de la Série mondiale 2005 et il n'accorde aucun point en 7 manches, enregistrant 7 retraits sur des prises, mais son club s'incline 1-0 et concède le titre aux White Sox de Chicago.
Sa charge de travail est réduite au minimum au cours des saisons 2006 et 2007, dans lesquelles des blessures l'amènent à subir une opération de type Tommy John. De retour dans la rotation de partants des Astros en 2008, il lance un sommet personnel de 166 manches et deux tiers mais affiche sa moyenne de points mérités (6,05) la plus élevée. L'intervention chirurgicale, suivie d'une blessure à l'épaule, le forcent à mettre prématurément un terme à sa carrière en 2009, alors qu'il n'est âgé que de 31 ans.

### Incident de brutalité policière
Peu après minuit le 5 octobre 2008, lendemain d'un mariage, Backe et 12 autres personnes, sont arrêtées lors d'une bagarre survenue au bar H20 du San Luis Resort de Galveston (Texas). Backe est libéré sous caution et en mai suivant un grand jury refuse de déposer des accusations contre lui et 3 autres personnes. 
Backe et 11 autres personnes présentes lors de cette soirée intentent par la suite une poursuite, alléguant avoir été victimes de brutalité policière aux mains de 36 agents de la police de Galveston, accusés d'avoir battu les clients du bar lors d'une intervention mouvementée où du gaz poivre et des pistolets Taser ont été utilisés. Backe accuse les policiers d'avoir causé la blessure à l'épaule qui mit prématurément fin à sa carrière sportive. Il explique avoir vu les policiers passer à tabac le frère de la mariée et prétend avoir été lui-même attaqué par plusieurs agents, l'un d'entre eux lui assénant au moins un coup de pied au visage. En cour, Backe indique avoir eu le nez cassé et des blessures au crâne. Après avoir été jeté au sol par les agents, son épaule droite aurait heurté un morceau de béton séparant le trottoir d'un jardin, causant la blessure qui, estime-t-il, l'a contraint peu après à abandonner le baseball.
Le 12 mai 2014, un jury conclut que 4 agents du département de police de Galveston ont fait usage de force excessive lors de l'intervention d'octobre 2008 et leur ordonne de verser aux plaignants 48 900 dollars en dommages et intérêts. En revanche, le jury est incapable de rendre un verdict unanime sur les accusations de brutalité policière formulées par Brandon Backe, qui poursuit pour 13 millions de dollars. Backe cherche à obtenir un nouveau procès.

### Palmarès
Brandon Backe a joué 145 matchs dans les majeures, dont 79 comme lanceur partant et 108 parties au total pour les Astros de Houston. Il compte 31 victoires, 29 défaites, 360 retraits sur des prises et un blanchissage. Sa moyenne de points mérités se chiffre à 5,23 en 525 manches et un tiers lancées.